# Provincie Crotone
Crotone (Provincia di Crotone) je italská provincie v oblasti Kalábrie. Sousedí na severozápadě s provincií Cosenza a na jihozápadě s provincií Catanzaro. Její břehy omývá na východě Jónské moře.

## Okolní provincie
| Růžice kompasu | Cosenza           |  |  | Růžice kompasu |
| Růžice kompasu | Sever             |  |  | Růžice kompasu |
| Růžice kompasu | Provincie Crotone |  |  | Růžice kompasu |
| Růžice kompasu | Jih               |  |  | Růžice kompasu |
| Růžice kompasu | Catanzaro         |  |  | Růžice kompasu |